# Hans Kruzwicki

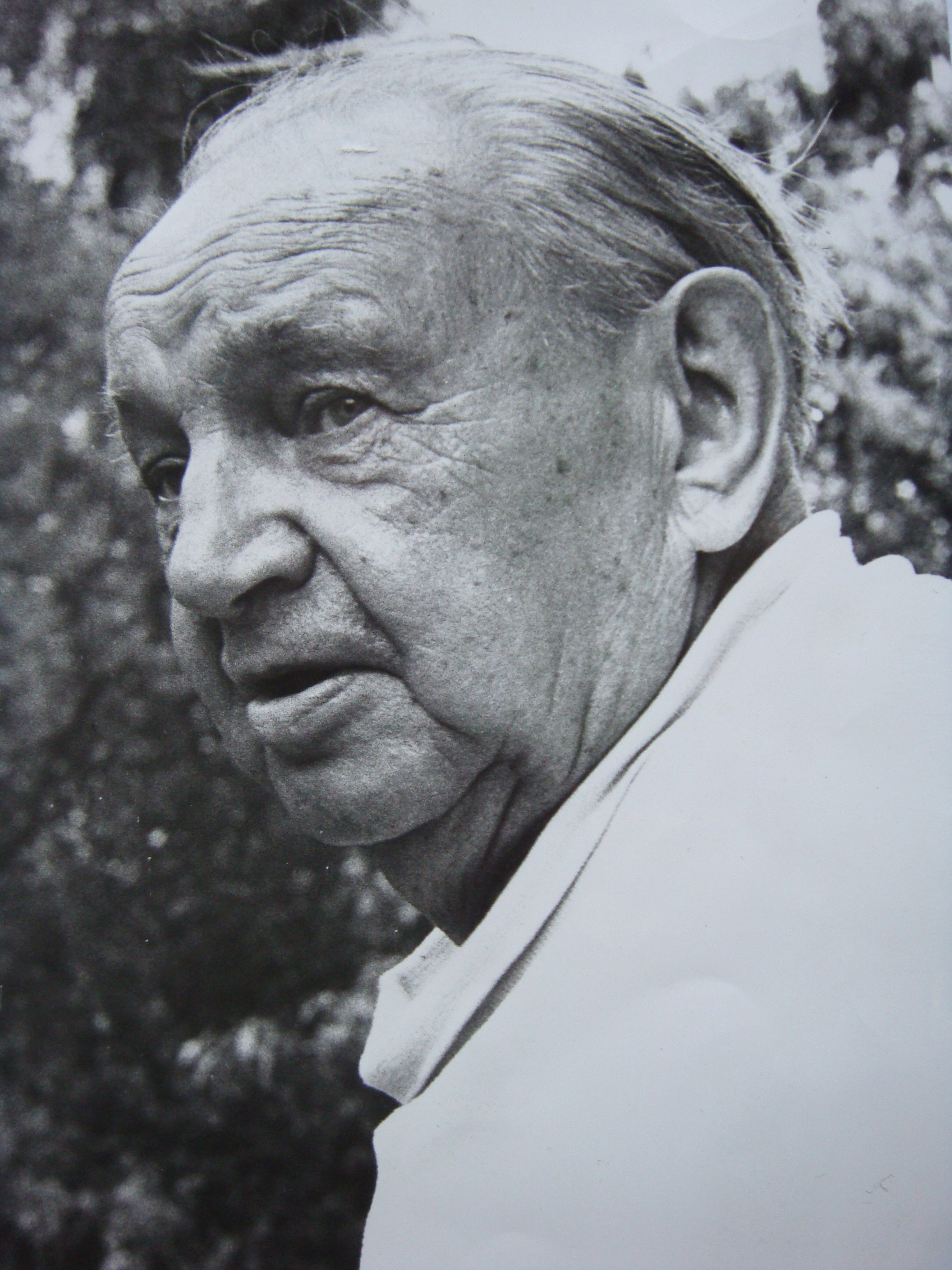
Hans Kruzwicki im Jahre 1967

Johannes („Hans“) Kruzwicki (* 2. September 1885 in Krefeld; † 17. Oktober 1971 in Düsseldorf) war ein deutscher Maler der klassischen Moderne. Er gehörte zu den progressiven, dem Rheinischen Expressionismus zugeneigten Malern. In der Nachkriegszeit, insbesondere ab den 1960er Jahren, tendierten seine Werke zunehmend zur Abstraktion, und zum Ende seiner Schaffenszeit finden sich expressiv-abstrakte religiöse Motive in seinem Œuvre.

## Abstammung
Hans Kruzwicki war der Sohn des aus Budsin (Kreis Kolmar i. Posen) stammenden Kunstschmieds Carl Kruzwicki (1845–1921) und der vom Niederrhein gebürtigen Maria-Judith Schroers (1852–1933). Hans Kruzwicki hatte einen jüngeren Bruder, der zu Beginn des Ersten Weltkriegs fiel, und eine ledig gebliebene Schwester, die bei der Stadt Krefeld angestellt war.

## Leben

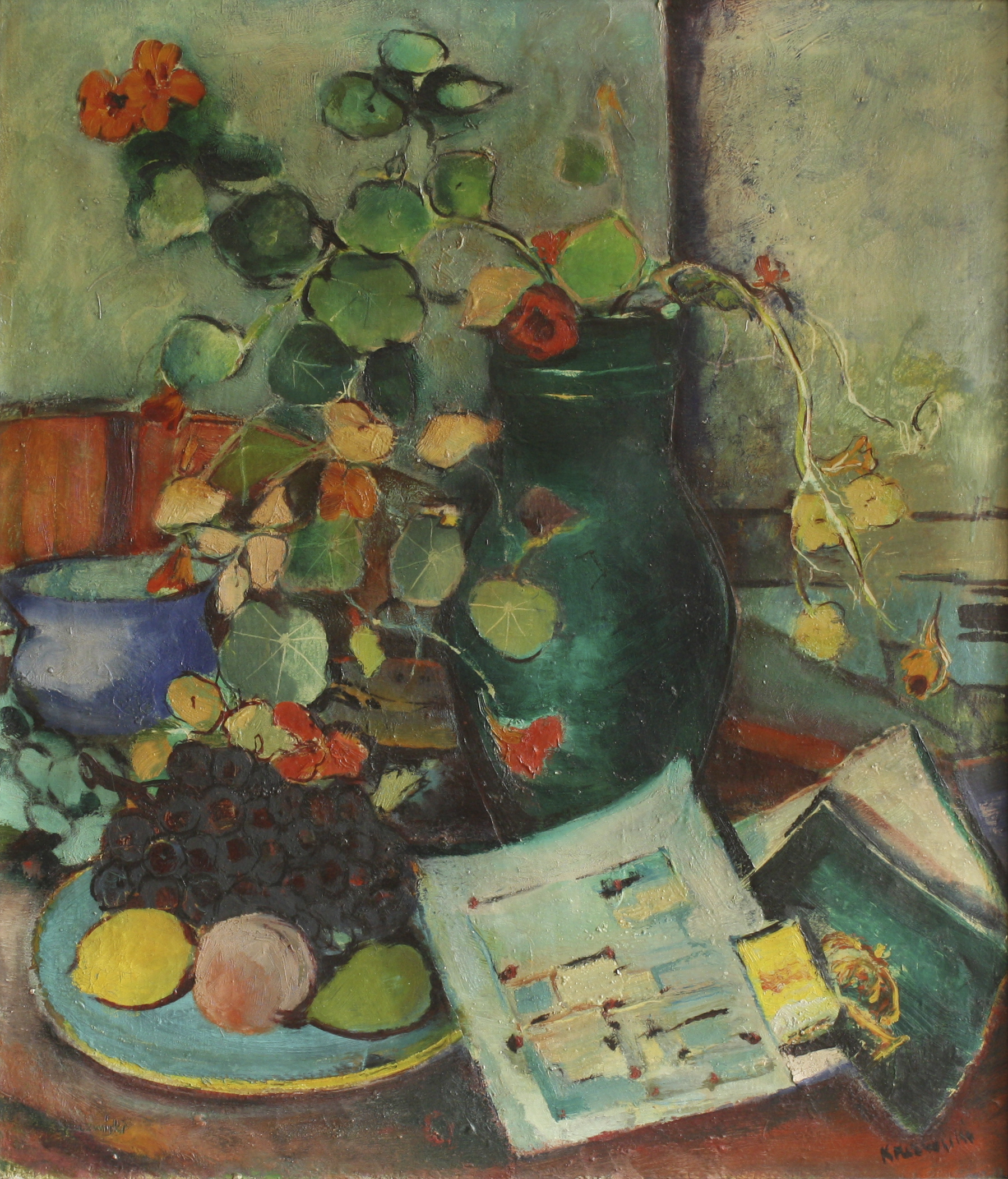
Stillleben mit Kapuzinerkresse,
Öl auf Leinwand, verm. 1920/30er Jahre

Hans Kruzwicki besuchte das Gymnasium zu Krefeld (das heutige Arndt-Gymnasium) und bestand dort 1902 sein Abitur. Von 1902 bis 1905 absolvierte er ein katholisches Lehrerseminar in Exin (Kreis Schubin). Daran schloss sich ein Kunststudium an der Kunstgewerbeschule in Krefeld (heute Hochschule Niederrhein) und der Kunstakademie in Düsseldorf an. Großen Einfluss auf seine Werke hatte der in Krefeld lehrende Künstler Jan (Johan) Thorn Prikker, zu dessen Schülern in derselben Zeit auch Heinrich Campendonk gehörte. Mit beiden Künstlern war Kruzwicki in einer engen Freundschaft verbunden, mit Jan Thorn Prikker in einer dauerhaften bis ans Lebensende. Weitere Mitschüler Kruzwickis waren neben Campendonk unter anderen auch Helmuth Macke, Heinrich Nauen und Wilhelm („Will“) Wieger. Während der Studienzeit von 1905 bis 1909 war Kruzwicki auch zeitweilig in Antwerpen und Amsterdam. Nach dem Studium trat er im Oktober 1909 seine erste Stelle als Lehrer für Kunsterziehung am Internat der Rheinischen Ritterakademie zu Bedburg an, aus dem das heutige Silverberg Gymnasium hervorging. Von 1910 bis 1918 war er Zeichenlehrer am Gymnasium zu Warburg und anschließend bis 1921 in selbiger Funktion am Humanistischen Gymnasium in Boppard. Erste eigene Werke zeigte er in der Ausstellung Koblenzer Künstler vom Dezember 1919 bis Januar 1920 im Saal des Alten Kaufhauses am Florinsmarkt. Zum Ende des Jahres 1921, nach dem Tod seines Vaters, gab Kruzwicki seine Funktion als Kunsterzieher am Gymnasium in Boppard auf und betätigte sich fortan als freischaffender Künstler.

### Erste Schaffensjahre in Boppard als freier Künstler

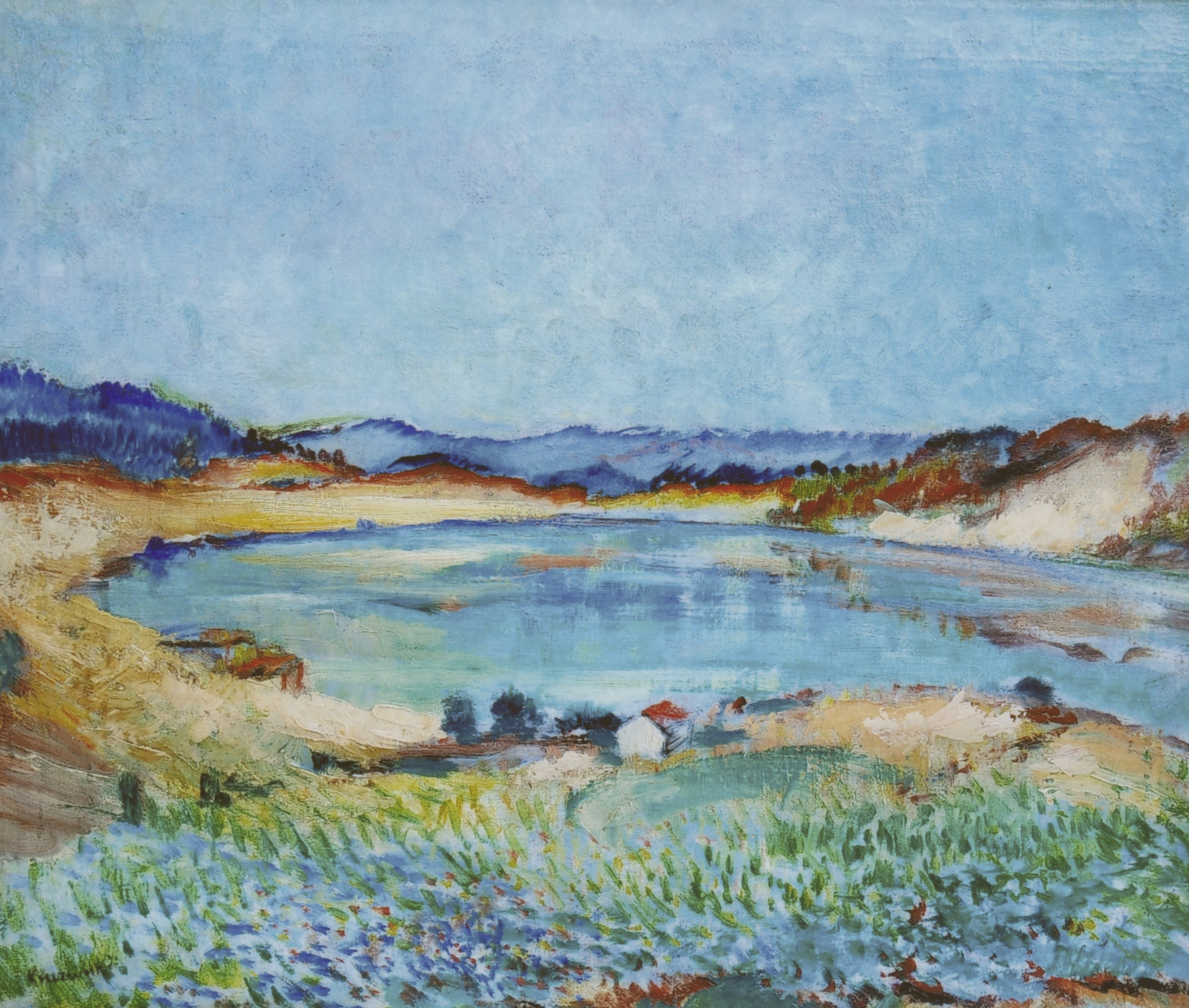
Waginger See,
Öl auf Leinwand

Im Kreis von Malern des Mittelrheins schuf der bis 1924 in Boppard wohnende Künstler eine Serie von farblich leuchtenden Stillleben und Landschaftsbildern. Dabei pendelte er immer wieder auch nach Koblenz, Düsseldorf und Krefeld sowie an zahlreiche weitere Orte seines Schaffens. Als Motive traten neben Blumenstillleben vorwiegend Gemälde aus der Gegend des Rheins, des Hunsrücks und der Mosel, darunter Motive von idyllisch erscheinenden Waldgebieten als auch nahe gelegenen Ortschaften mit historischer Bausubstanz. 1921 gründete Kruzwicki unter anderem mit Hans Adamy, Ludwig Cauer, Heinrich Gesemann, Robert Gerstenkorn, Heinrich Hamm, Heinrich Hartung, Fritz Quant, Friedrich Karl Ströher, August Trümper und Louis Ziercke den in Koblenz ansässigen Künstlerbund Westmark. 1922 war Kruzwicki Gründungsmitglied des ebenfalls in Koblenz tätigen Künstlervereins Das Boot. Weitere Kollegen dieses Vereins waren zum Beispiel Herm Dienz, Hans Dornbach, Emil van Hauth und die auch im Künstlerbund Westmark vertretenen Künstler Robert Gerstenkorn und Heinrich Hartung. In den von diesen Künstlerkreisen sowie dem Mo-Ho-Hu-Kreis (Künstlerkreis Mosel-Hochwald-Hunsrück) veranstalteten Ausstellungen konnte Kruzwicki sein vielseitiges Schaffen einer breiteren kunstinteressierten Öffentlichkeit bekannt machen. Seine Werke stachen in jener Zeit durch die einfühlsame Feinnervigkeit der Zeichenlinien hervor. Eine besondere Freundschaft verband ihn mit dem Koblenzer Maler Hanns Sprung, der ebenfalls Mitglied in den Künstlerbünden Westmark und Das Boot war.

### Notgeldscheine

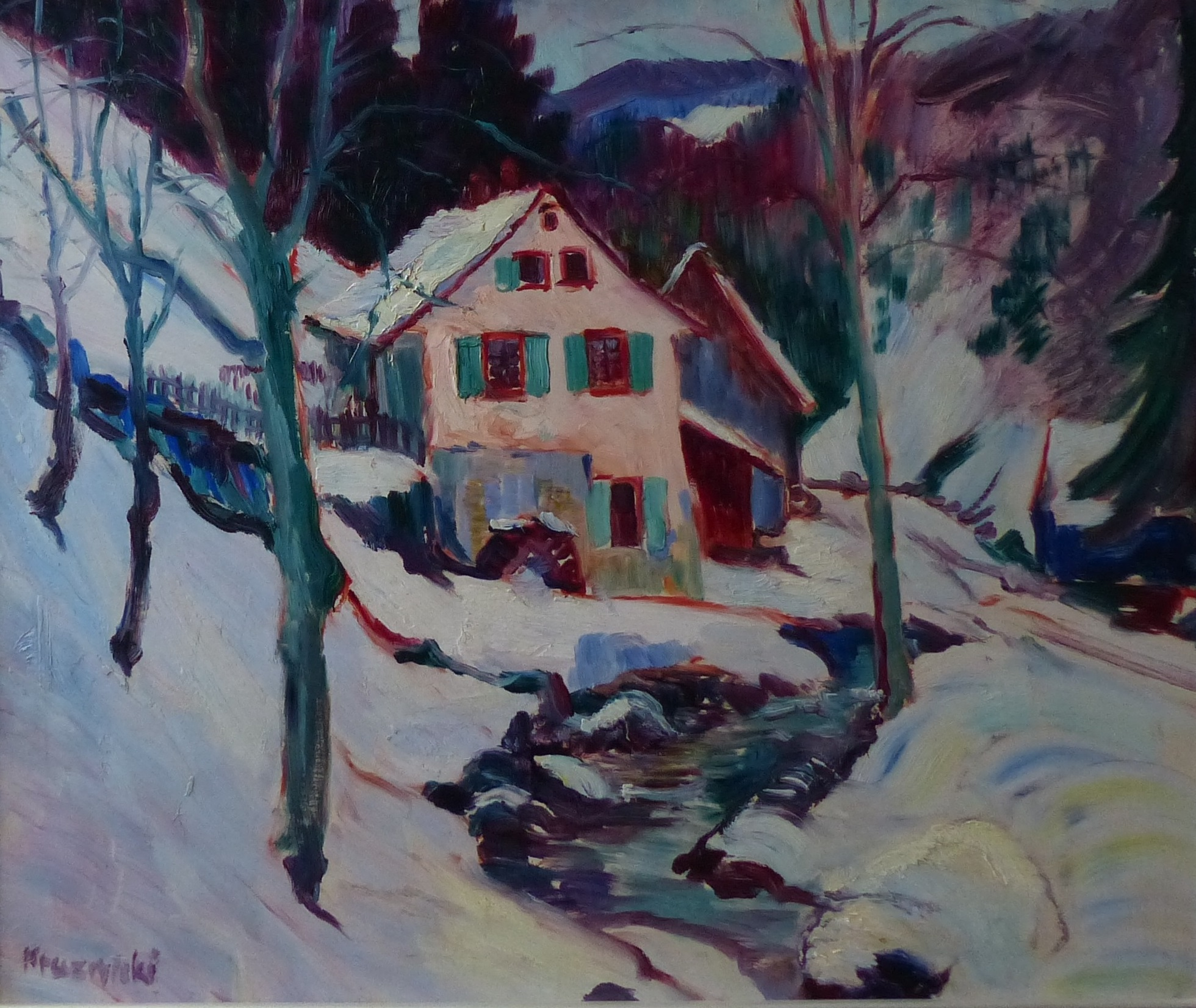
Mühle im Löffeltal,
Öl auf Holz, 1925

Auf einigen Rheinischen Notgeldscheinen von 1920 bis 1923 finden sich wiederholt Bilder, die Kruzwicki angefertigt und signiert hat. Es sind dies die 10- und 25-Pfennig-Scheine der Stadt Boppard vom 31. Dezember 1920, jeweils in einer Auflage von 100.000 Stück. Auf den 10-Pfennig-Scheinen ist eine Zeichnung des Eberbacher Tores und auf den 25-Pfennig-Scheinen die Kurtrierische Burg mit den Rheinanlagen zu sehen. Im Juli 1921 kam Kruzwickis Gnadenmadonna auf die Rückseite der 50-Pfennig-Notgeldscheine von Kamp-Bornhofen. Weitere Bilder Kruzwickis wurden auf der zweiten Serie der Notgeldscheine von Boppard 1921 verwendet, ebenso für Bad Salzig und Krefeld.

### Düsseldorf in der Zeit der Goldenen Zwanziger
1924 zog Kruzwicki von Boppard nach Düsseldorf um und schloss sich den dort ansässigen Künstlerkollegen an. Mit ihnen stellte er ein Werk bei der Großen Düsseldorfer Kunstausstellung aus, die im Sommer 1924 im Kölner Messepalast zu sehen war. In den folgenden Jahren, die in die Zeit der Goldenen Zwanziger fielen, beteiligte sich Kruzwicki unter anderem auch als Mitglied des Düsseldorfer Kunstvereins Malkasten immer wieder an namhaften Ausstellungen.

### Künstler an verschiedenen Orten
1931 zog Kruzwicki mit seiner Familie nach Krefeld. 1936 unternahm er eine Moselreise mit seinem Freund Hanns Sprung, der in der NS-Zeit Leiter des Koblenzer Museums im Schloss war. Es entstand  dabei neben weiteren das Gemälde Beilstein. Im Jahre 1941 trennte er sich von seiner Ehefrau und überdauerte die verbliebene Zeit des Nationalsozialismus, die zunehmend von den Auswirkungen des Zweiten Weltkriegs überschattet war, als Bohémien in Düsseldorf und Wehlen an der Mosel bei Bernkastel-Kues. Kruzwickis Entfaltungsmöglichkeiten waren während der NS-Zeit eingeschränkt, da die von ihm in den Zwanziger Jahren vertretenen Stilrichtungen unter den Sammelbegriff „Entartete Kunst“ fielen, also mit der Kunstauffassung der Nationalsozialisten nicht in Einklang standen. Dennoch gelang es ihm, mit ausgesuchten Werken auch an Kunstausstellungen während der NS-Zeit vertreten zu sein.

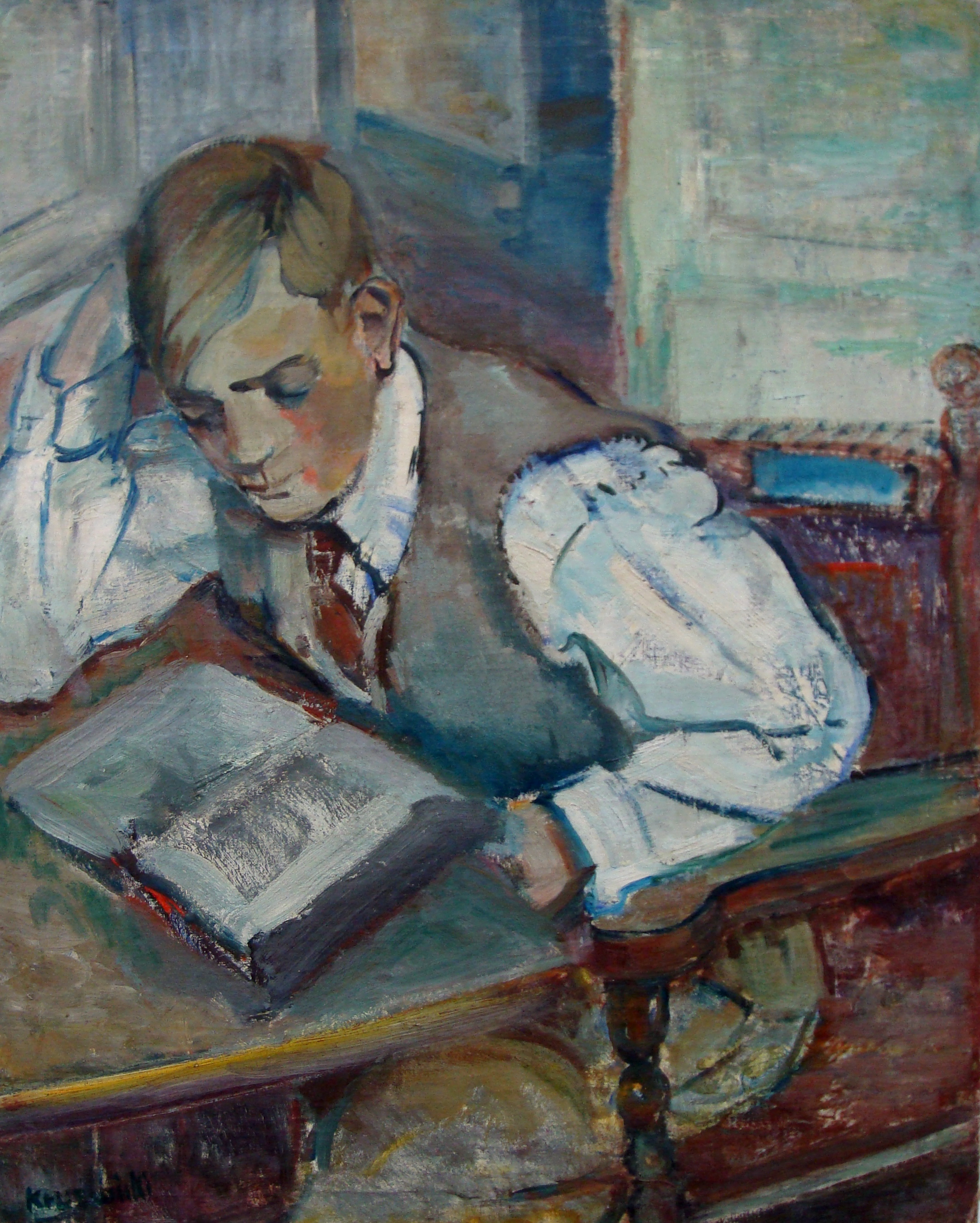
Karl-Heinz Kruzwicki,
Sohn des Künstlers, Öl auf Leinwand, 1929/30, Mittelrhein-Museum Koblenz

Nach Ende des Kriegs lernte Kruzwicki den Düsseldorfer Oberregierungsrat und späteren Außenminister Gerhard Schröder kennen, der sich sehr für seine Kunst interessierte. Daraus entwickelte sich eine bleibende Freundschaft. Schröder erwarb in den entbehrungsreichen Nachkriegsjahren sowie den Jahren des wirtschaftlichen Wiederaufstiegs mehrere Gemälde von Kruzwicki und lud diesen immer wieder in sein Ferienhaus Atterdag nach Sylt ein oder nahm ihn mit auf zahlreiche Reisen nach Italien, so etwa zur Insel Capri, den Oberitalienischen Seen oder ins Tessin. Seit 1948 wohnte Kruzwicki im Atelierhaus in der Franz-Jürgens-Straße in Düsseldorf, wo er bis zu seinem Lebensende nun zunehmend abstraktere Malerei gestaltete. Neben religiösen Motiven beteiligte er sich auch an der Schaffung von Bühnenbildern, wie etwa zum Maskenball beim Karneval des Künstlervereins Malkasten Düsseldorf im Kunstpalast Ehrenhof Düsseldorf. Als er im Oktober 1971 gestorben war, verfasste sein Freund, der Schriftsteller und Dichter Johannes Büchner, einen Nachruf in Form eines einfühlsamen Gedichts. Bei der Trauerfeier in Düsseldorf war unter den Trauergästen auch Bundesaußenminister a. D. Gerhard Schröder zugegen. Die Beerdigung fand im Familiengrab auf dem Friedhof in Krefeld statt.

## Familie
1914 heiratete Kruzwicki die Krefelder Kaufmannstochter Erna Susanna Lüchters (1892–1969). Aus der Ehe gingen die Söhne Karl-Heinz Kruzwicki (1916–1963), Bernward Kruzwicki (1921–1940) und Elmar Kruzwicki (1935–2020) hervor. Kruzwickis Sohn Bernward fiel 1940 als Schütze beim Westfeldzug in Frankreich. Im selben Jahr trennte Kruzwicki sich von seiner Frau Erna. Die amtliche Scheidung von ihr erfolgte jedoch erst im Mai 1947. Im August 1947 heiratete Kruzwicki seine zweite Frau Josephine („Fine“) Pyls (1917–1986).

## Ausstellungen

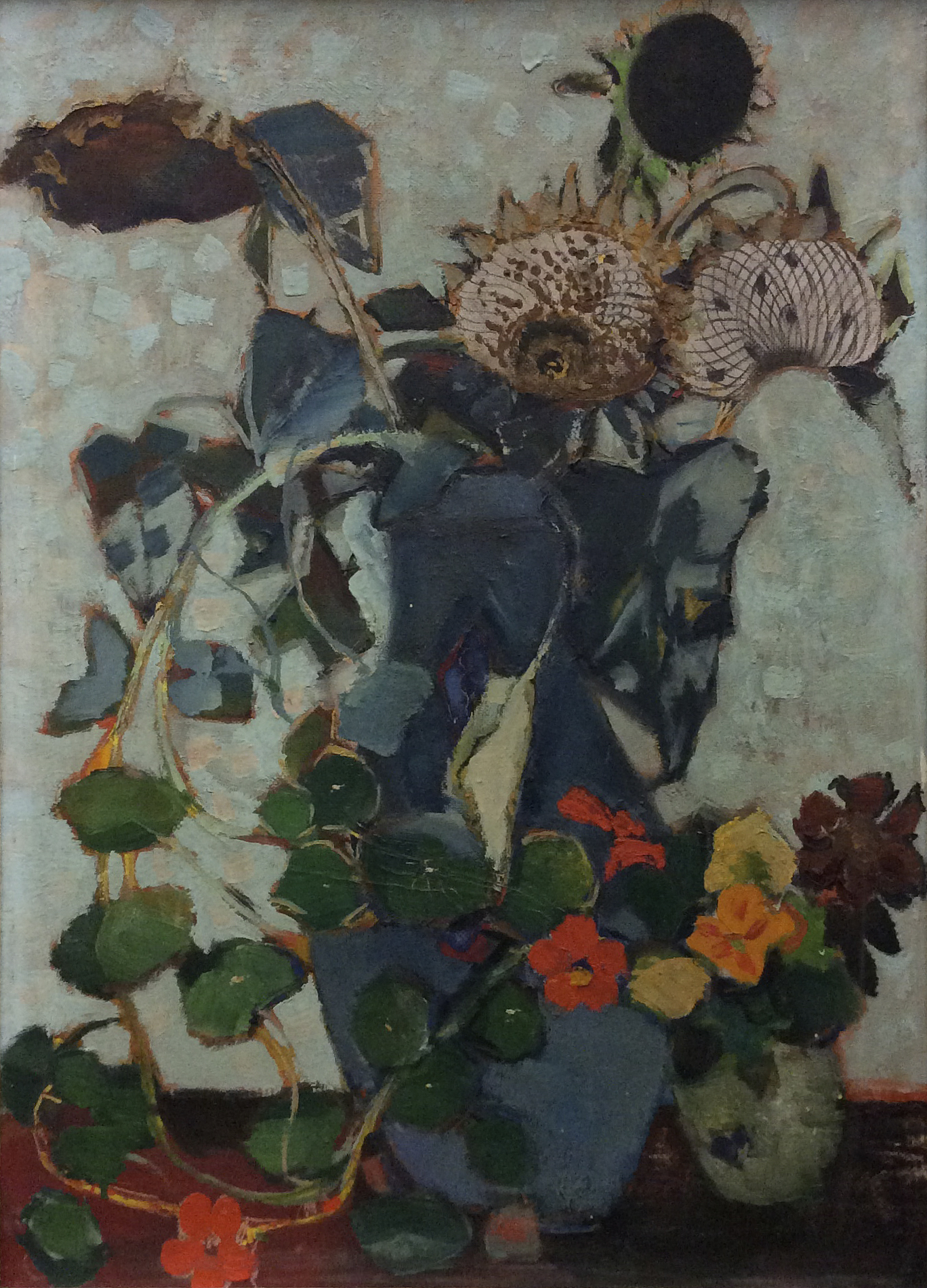
Stillleben I,
Sonnenblumen und Kapuzinerkresse, Öl auf Leinwand, Museum Kunstpalast Düsseldorf

Hans Kruzwicki beteiligte sich an folgenden Kunstausstellungen, wobei die nachfolgende Aufstellung keinen Anspruch auf Vollständigkeit erhebt:
- Dez. 1919: Koblenzer Kunstausstellung im Saal des historischen Kaufhauses am Florinsmarkt mit dem Ölgemälde Sonnenuntergang am Rhein[6]
- Mai 1921: Koblenzer Heimatwochen, Gemäldewanderausstellung des Künstlerbundes Westmark. Mehrere Gemälde mit prächtigen Rheinlandschaften[7]
- Juni 1921: Heimatfest und Heimatausstellung zu Traben-Trarbach mit einigen „trefflich komponierten Ölgemälden“[7]
- Okt. 1921: Wanderausstellung des Vereins Mo-Ho-Hu (Mosel, Hochwald, Hunsrück) im Provinzialmuseum Trier zusammen mit Gemälden von Hans Adamy, Robert Gerstenkorn und Hanns Sprung
- 1922: Ausstellung des Kunstmuseums Düsseldorf im Ehrenhof mit dem Gemälde Erftlandschaft
- 1922: Sommerausstellung Koblenzer Künstler im Kunst- und Möbelhaus Bernd in Koblenz mit mehreren Stillleben und Landschaftsbildern, darunter der Dampfer bei Boppard[8]
- Sep. 1922: Ausstellung des Künstlerbundes Westmark im Berliner Künstlerhaus in der Bellevuestraße
- Dez. 1922: Erste Ausstellung der Künstlergemeinschaft Das Boot e.V. im Kunst- und Möbelhaus Bernd, Koblenz
- Dez. 1923: Ausstellung der Künstlergemeinschaft Das Boot e.V. im Hotel Esplanade, Koblenz
- Juni 1924: Ausstellung der Künstlergemeinschaft Das Boot e.V. im Foyer des Stadttheaters Koblenz
- Juli 1924: Große Düsseldorfer Kunstausstellung im Messepalast Köln mit dem Ölgemälde Brücke in Subiaco (Italien)
- Nov. 1924: Kunstausstellung im Autofag-Haus Simeonstraße in Trier
- Nov. 1924: Ausstellung der Künstlergemeinschaft Das Boot e.V. in der Städtischen Festhalle in Koblenz
- Mai 1925: Große Kunstausstellung des Kunstmuseums Düsseldorf im Ehrenhof mit dem Ölgemälde Waldweg in der Abteilung für zeitgenössische Kunst
- 1926: Ausstellung des Kunstmuseums Düsseldorf im Ehrenhof mit dem Ölgemälde Stillleben I (Blumen)
- 1930: Kunstausstellung im Provinzialmuseum Trier (Juna Düsseldorf)
- 1931: Düsseldorfer Künstler im Städtischen Museum Villa Obernier in Bonn

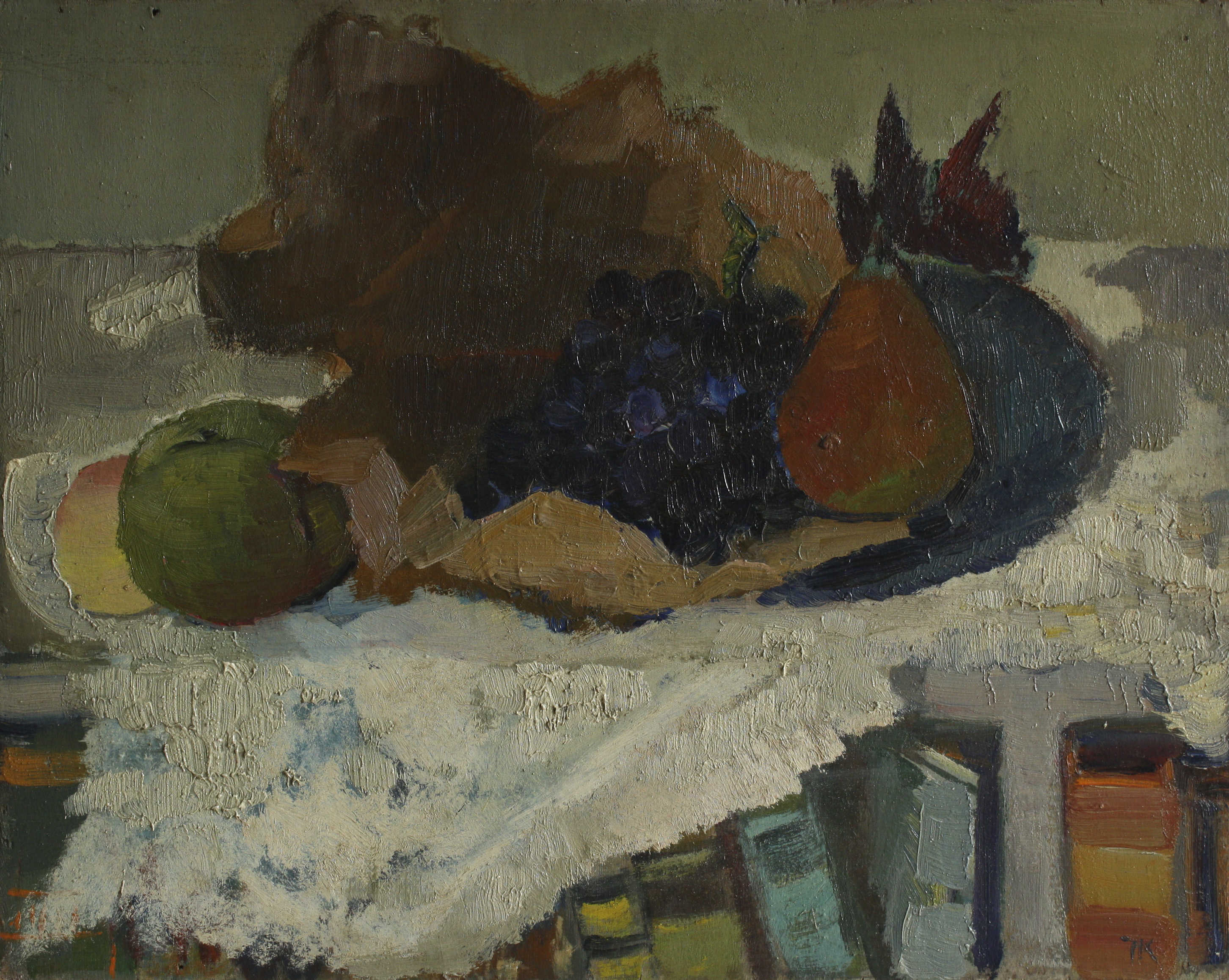
Stillleben mit Obst,
Öl auf Holz, späte 1950er/60er Jahre

- 1940: Rheinische Kunstausstellung in Berlin, Ölgemälde Beilstein an der Mosel
- 1941: Rheinische Kunstausstellung in Wien, Ölgemälde Beilstein an der Mosel
- Okt. 1941: Ausstellung Düsseldorfer Künstler im Kunstmuseum Düsseldorf im Ehrenhof mit dem Ölgemälde Feldblumen
- Dez. 1942: Winterausstellung Düsseldorfer Künstler im Kunstmuseum Düsseldorf im Ehrenhof mit dem Ölgemälde Feldblumen
- Dez. 1943: Düsseldorfer Künstler in Florenz im Espositione Palazzo Strozzi, Ölgemälde Blumenstillleben
- März 1946: Kunstausstellung mit Werken von Hans Schroers und Hans Kruzwicki in der Galerie Hella Nebelung in Düsseldorf
- Okt. 1946: Erste große Kunstausstellung Arnsberg mit den Ölgemälden Paris, Wald und Blumenstillleben
- Sept.1947: Düsseldorfer Kunstausstellung der Stadt Düsseldorf und der Düsseldorfer Künstlerschaft mit dem Ölgemälde Stillleben mit Magnolien
- Mai 1948: Zweite Kunstausstellung Rhein/Ruhr in Arnsberg mit Malerei, Graphik und Plastik. Veranstalter Regierungspräsident Fritz Fries
- 1952: Große Weihnachtsausstellung der bildenden Künstler des Rheinlands, Westfalens und Düsseldorfs mit dem Ölgemälde Stillleben blauer Hintergrund
- Juli 1953: Ausstellung Düsseldorfer Künstler der Gegenwart im Kunstmuseum Düsseldorf im Ehrenhof mit dem Ölgemälde Stillleben
- Dez. 1953: Große Weihnachtsausstellung der Künstler des Rheinlands und Westfalens im Kunstmuseum Düsseldorf im Ehrenhof mit dem Ölgemälde Stillleben
- Dez. 1955: Weihnachtsausstellung der Künstler des Rheinlands und Westfalens im Kunstmuseum Düsseldorf im Ehrenhof mit dem Ölgemälde Stillleben

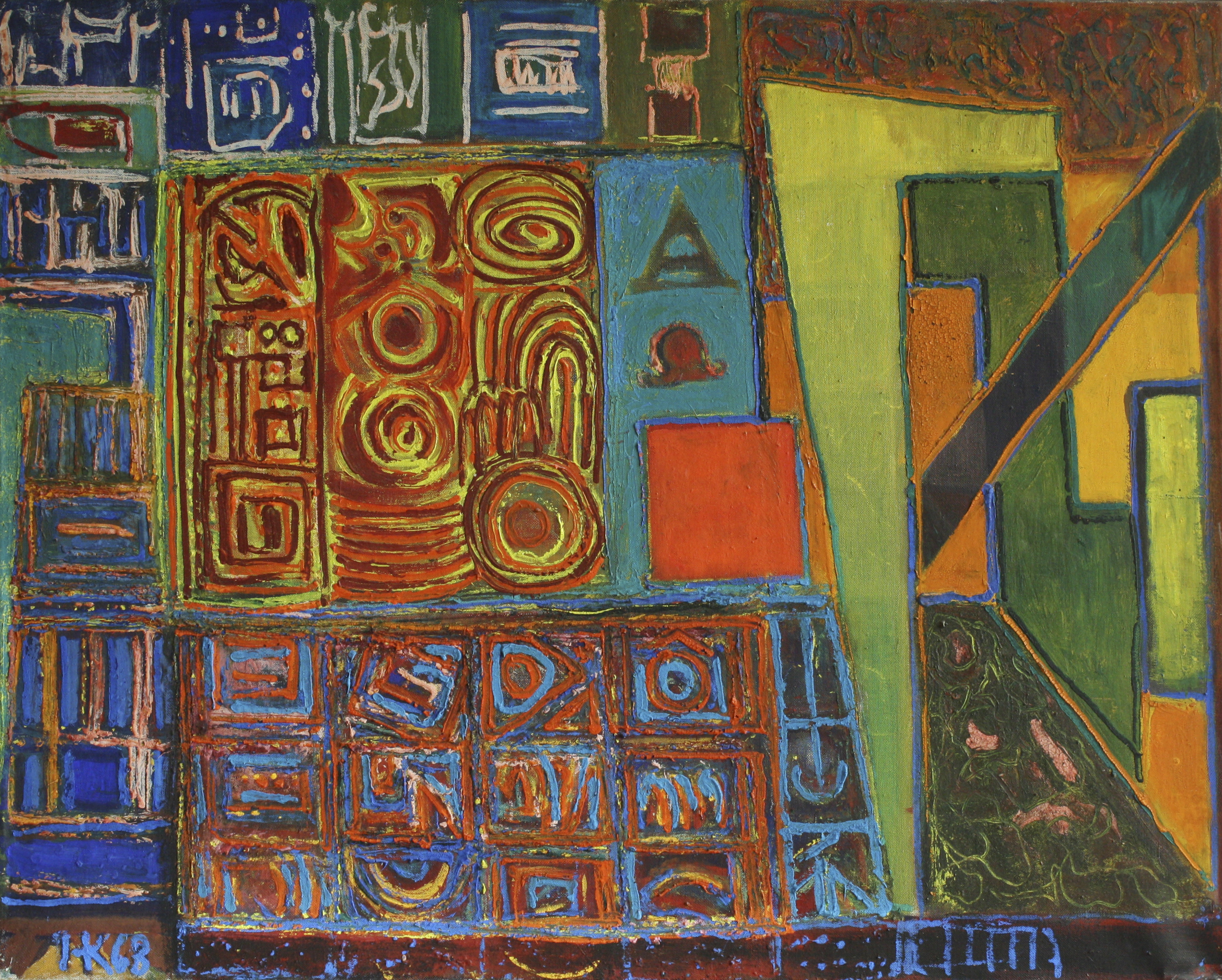
Alpha-Omega,
abstrakte religiöse Farbfiguration, Öl auf Leinwand, 1968

Nach Kruzwickis Tod gab es folgende weitere Ausstellungen, die Werke seines Schaffens zeigten:
- Nov. 1971: 21. Winterausstellung der bildenden Künstler von Nordrhein-Westfalen im Kunstmuseum Düsseldorf im Ehrenhof mit den Ölgemälden Komposition 1968, Komposition 1969 und Komposition 1970
- Juli 2005: Rheinische Expressionisten und Europäische Avantgarde, Mittelrhein-Museum in Koblenz mit dem Ölgemälde Überschwemmung in Boppard aus dem Jahr 1920/21
- 2007 bis 2008: Wanderausstellung Von innerer Überzeugung beseelt..., gewidmet dem Koblenzer Künstlerbund Westmark. Die Ausstellung thematisierte den künstlerischen Aufbruch in der südlichen Rheinprovinz nach dem Ersten Weltkrieg. Es handelte sich um ein Kooperationsprojekt mit dem Stadtmuseum Simeonstift in Trier, dem Mittelrhein-Museum in Koblenz und dem Hunsrück-Museum in Simmern
- Apr. 2007: Ausstellung im Hunsrück-Museum Simmern
- Aug. 2007: Ausstellung im Mittelrhein-Museum Koblenz
- März 2008: Ausstellung im Schlosspark Museum Bad Kreuznach
- Okt. 2009: Ausstellung der Stadt Runkel an der Lahn zur 850-Jahr-Feier Stadt Runkel. 400 Jahre Runkel in der Kunst  (Kunstfreunde Runkel), mit dem Ölgemälde Runkel
- Okt. 2010: Ausstellung im Mittelrhein-Museum Koblenz. Menschen-Tiere-Emotionen. Porträts des 19. und 20. Jahrhunderts, eine Depot-Werkschau mit dem Ölgemälde Porträt Sohn Karl-Heinz, 1929/30
- Apr.–Okt. 2011: Ausstellung im Mittelrhein-Museum Koblenz Bilder + Reise + Bilder, Europäische Landschaften des 19. und 20. Jahrhunderts, eine Depot-Werkschau mit den Ölgemälden Beilstein und Dorfstraße eventuell in Cochem oder Beilstein
- Nov. 2011–März 2012: Ausstellung im Mittelrhein-Museum Koblenz Die Blaue Stunde, eine Depot-Werkschau u. a. mit Werken von Mitgliedern der Koblenzer Künstlergemeinschaft Das Boot, darunter Kruzwickis Ölgemälde Überschwemmung in Boppard, 1920/21

- Kirchturm St. Martin in Cochem,
Öl auf Leinwand, 1919
- Mittelrhein bei Oberwesel,
Öl auf Leinwand, 1920er Jahre
- Blick auf Gandria am Luganersee im Morgenlicht,
Öl auf Leinwand
- Kastanienallee in Harff,
Öl auf Leinwand
- Dorfstraße,
Öl auf Leinwand, 1920er Jahre, Mittelrhein-Museum Koblenz
- Tulpenstillleben,
Öl auf Holz, um 1925
- Madonna mit Kind,
Öl auf Leinwand, circa 1950, Mittelrhein-Museum Koblenz
- Anbetung der Könige,
Öl auf Leinwand, 1968
- Kreise, abstrakte Farbfiguration,
Öl auf Leinwand, Ende der 1960er Jahre
- Ruhe, abstrakte Farbfiguration,
Öl auf Leinwand, Ende der 1960er Jahre

## Auswahl von Gemälden in öffentlichen Gebäuden
Gemälde im Kunstmuseum Ahlen (Westfalen)
- Weinlese, Öl auf Leinwand, 1910/20er Jahre

Gemälde im Rathaus der Stadt Cochem

Kirchturm St. Martin in Cochem, Öl auf Leinwand, 1919
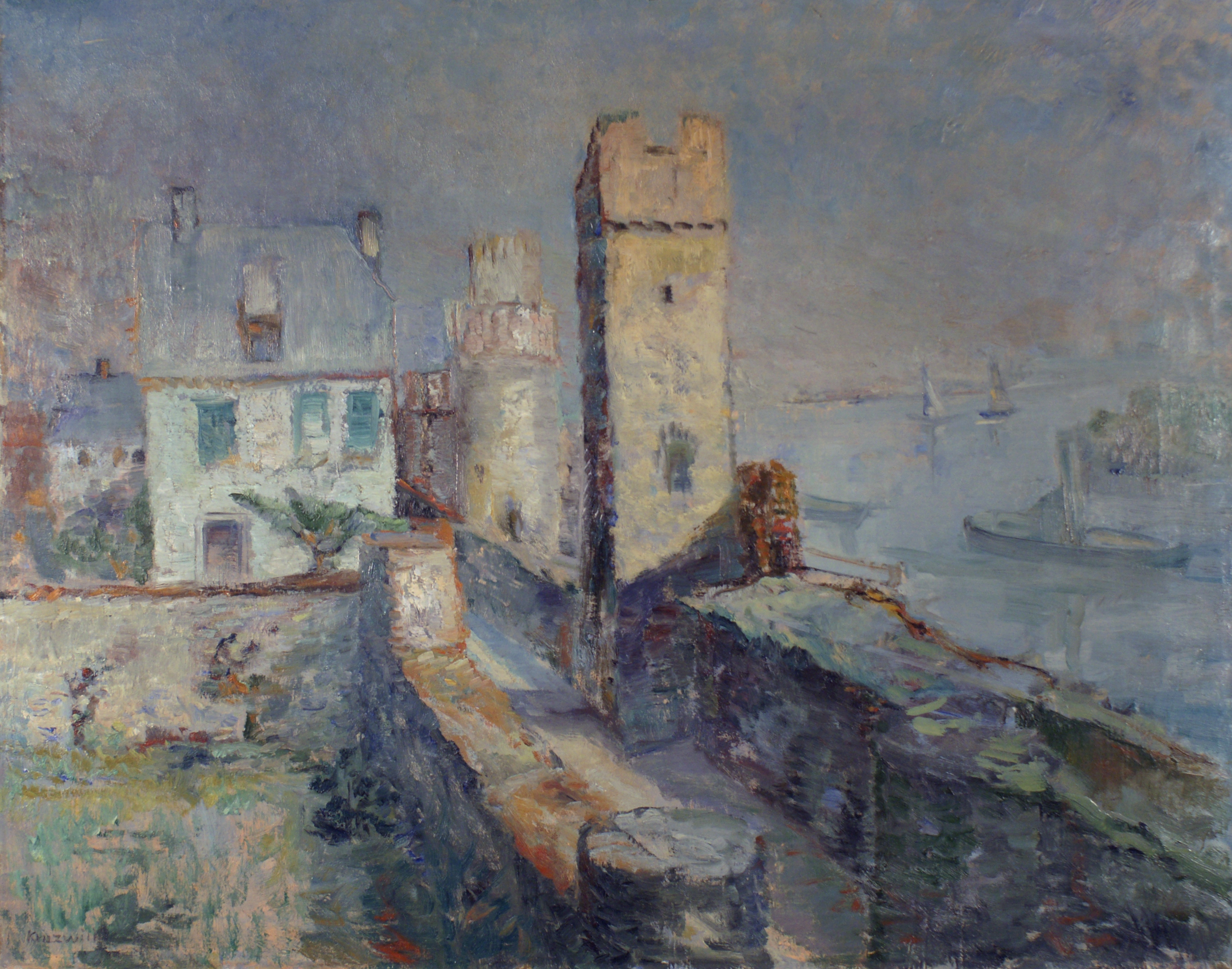
Mittelrhein bei Oberwesel, Öl auf Leinwand, 1920er Jahre
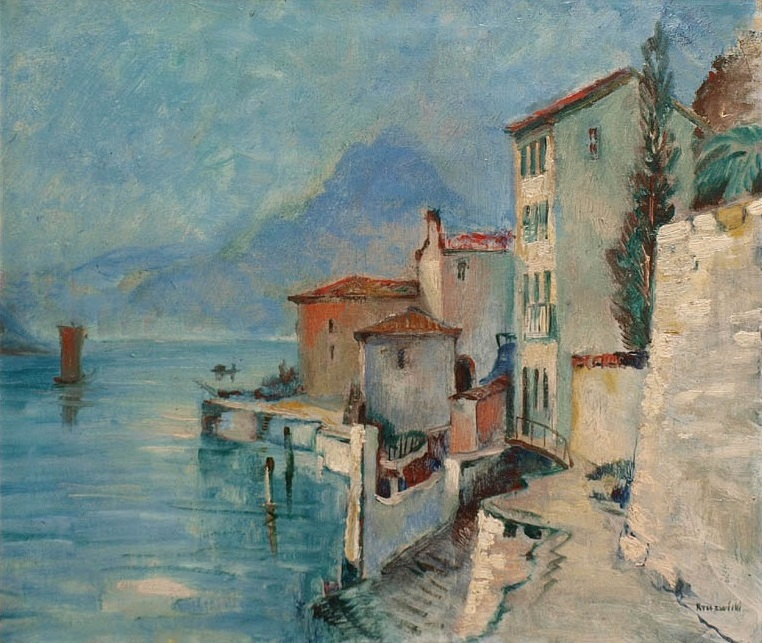
Blick auf Gandria am Luganersee im Morgenlicht, Öl auf Leinwand
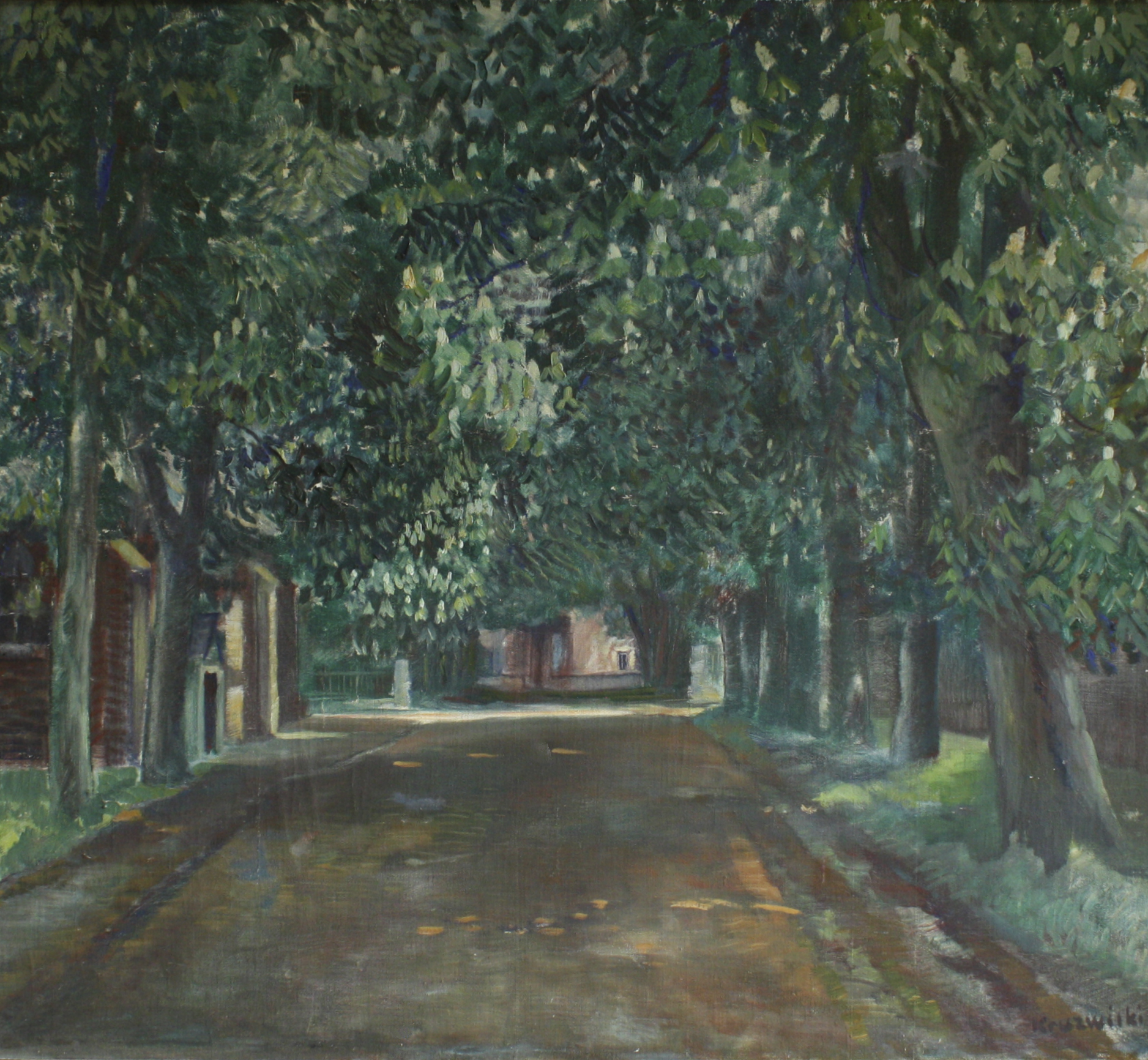
Kastanienallee in Harff, Öl auf Leinwand
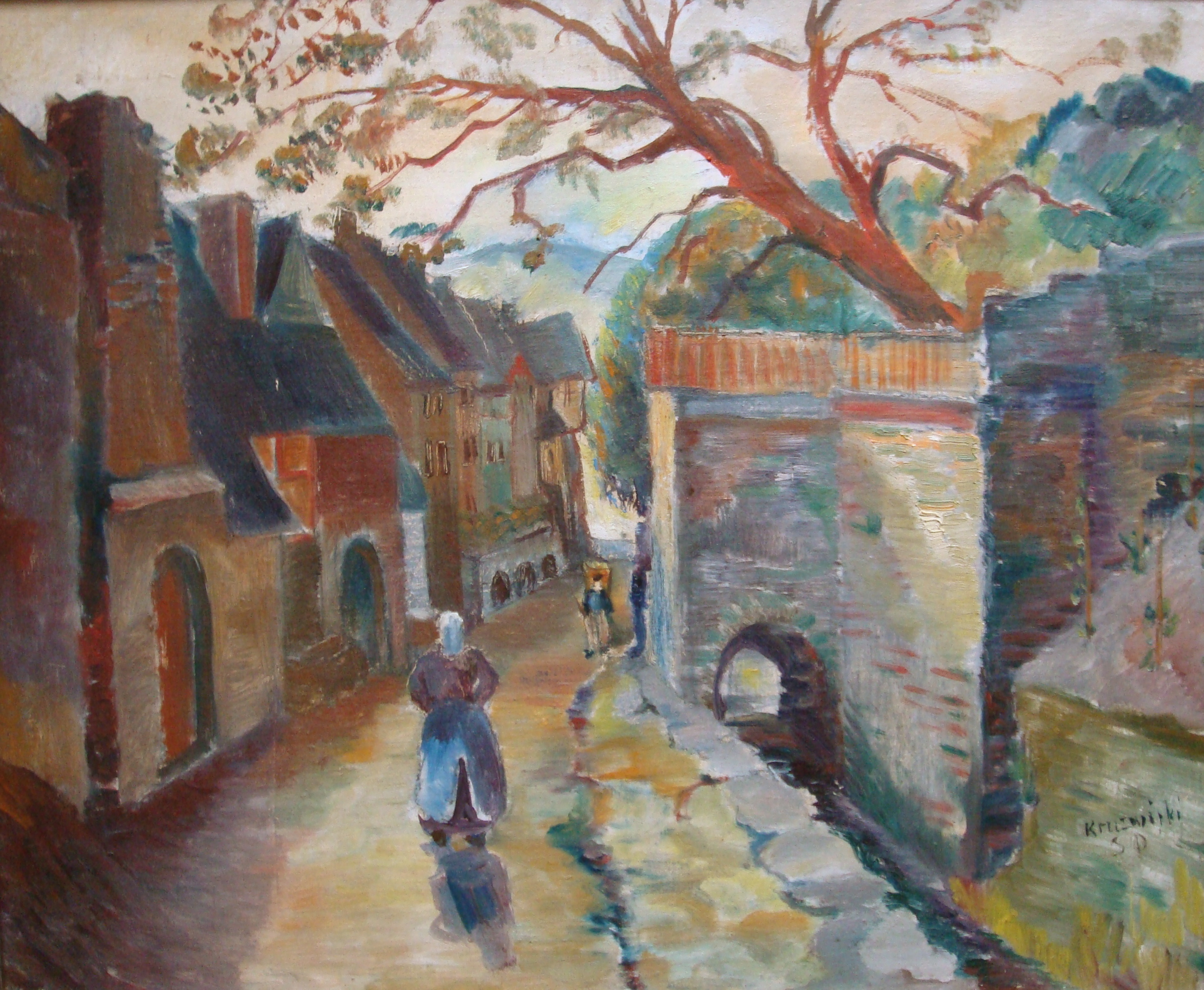
Dorfstraße, Öl auf Leinwand, 1920er Jahre, Mittelrhein-Museum Koblenz
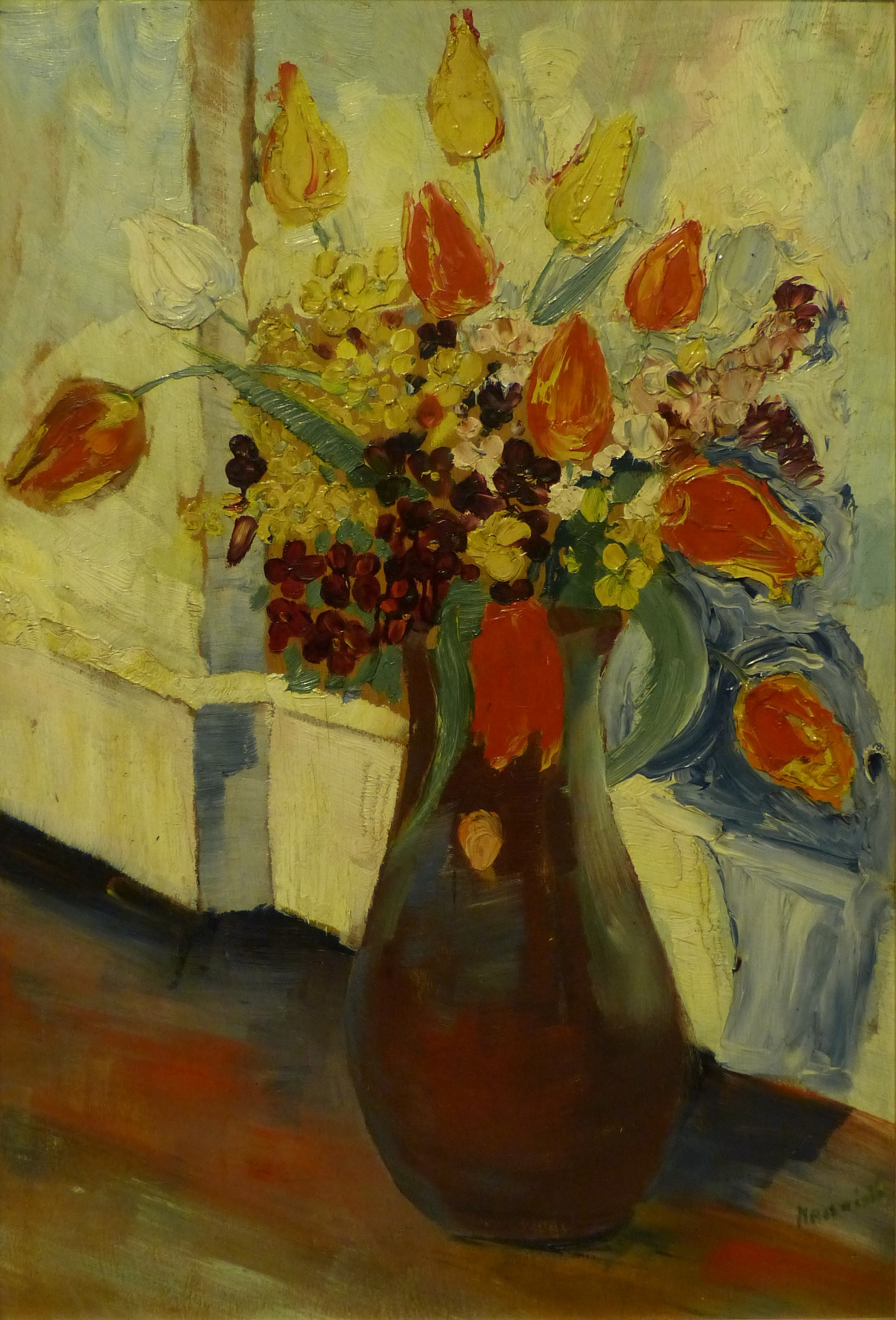
Tulpenstillleben, Öl auf Holz, um 1925
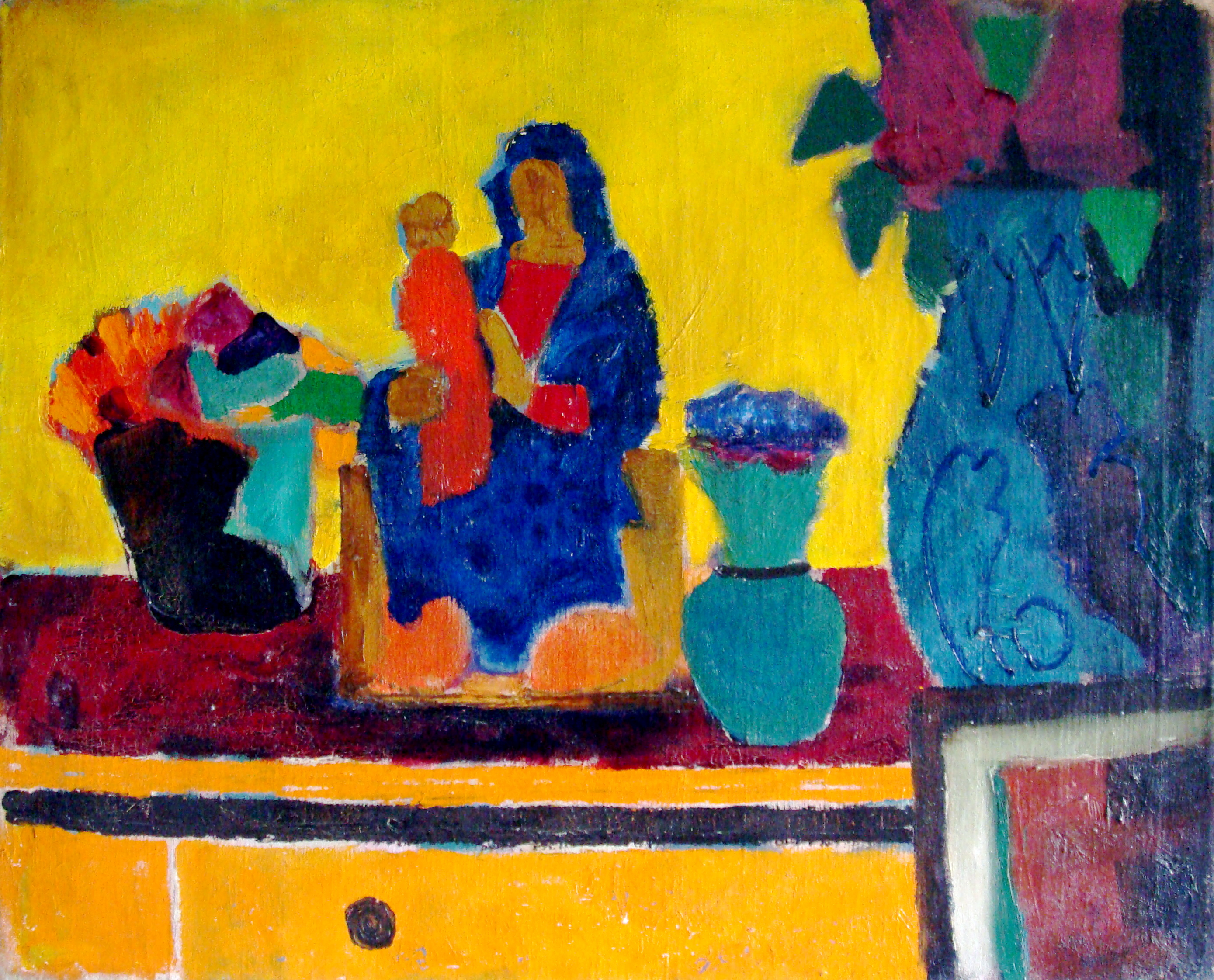
Madonna mit Kind, Öl auf Leinwand, circa 1950, Mittelrhein-Museum Koblenz
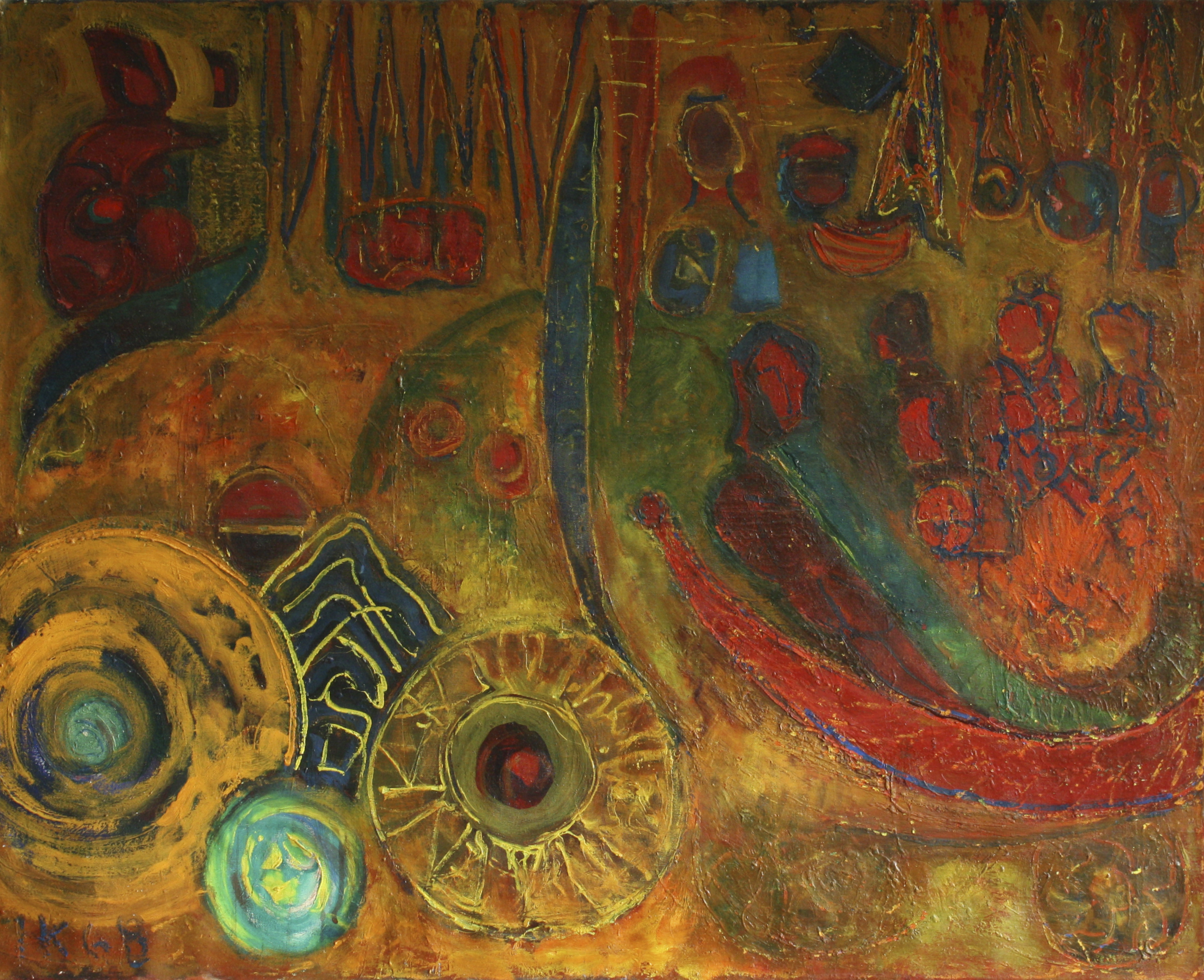
Anbetung der Könige, Öl auf Leinwand, 1968
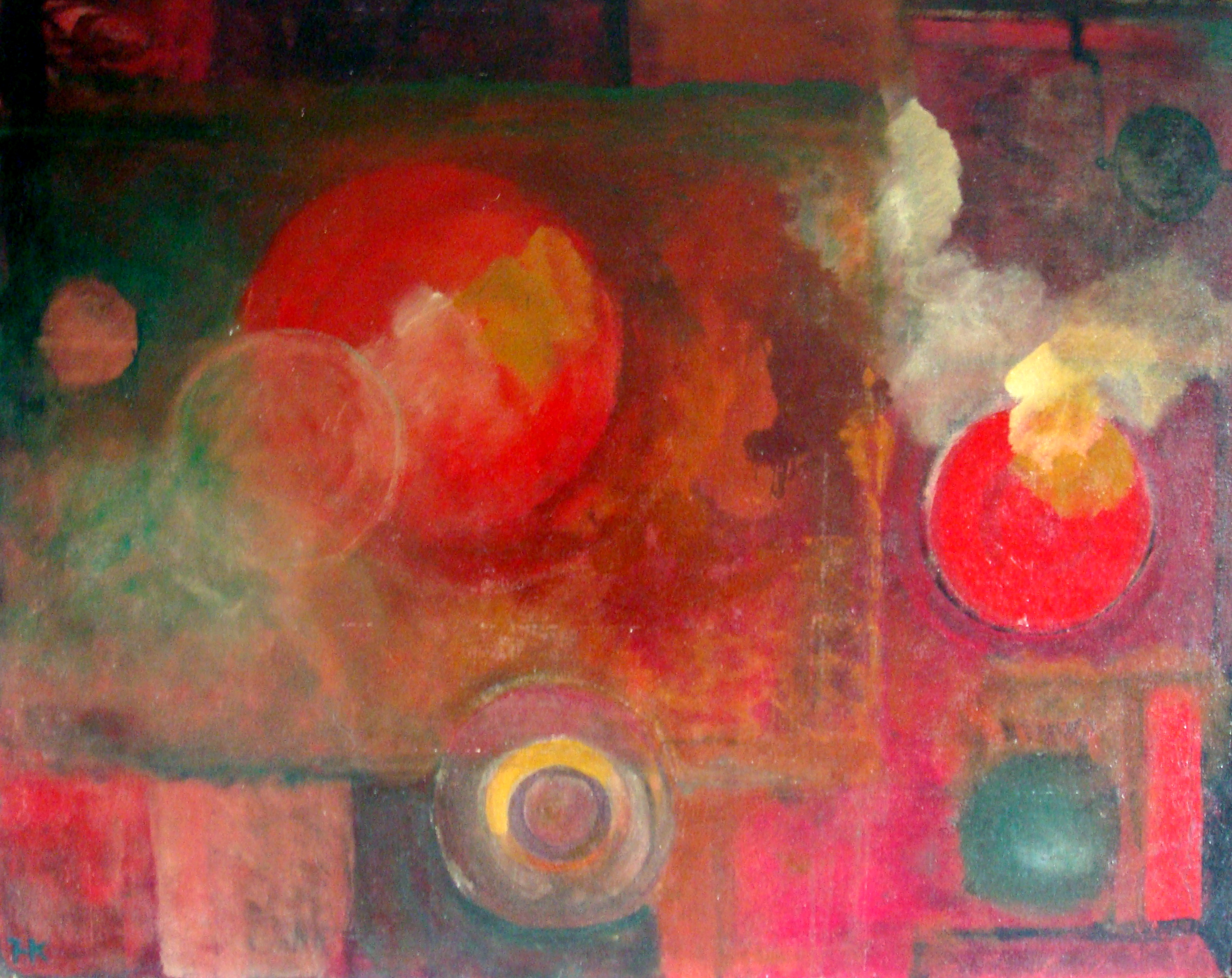
Kreise, abstrakte Farbfiguration, Öl auf Leinwand, Ende der 1960er Jahre
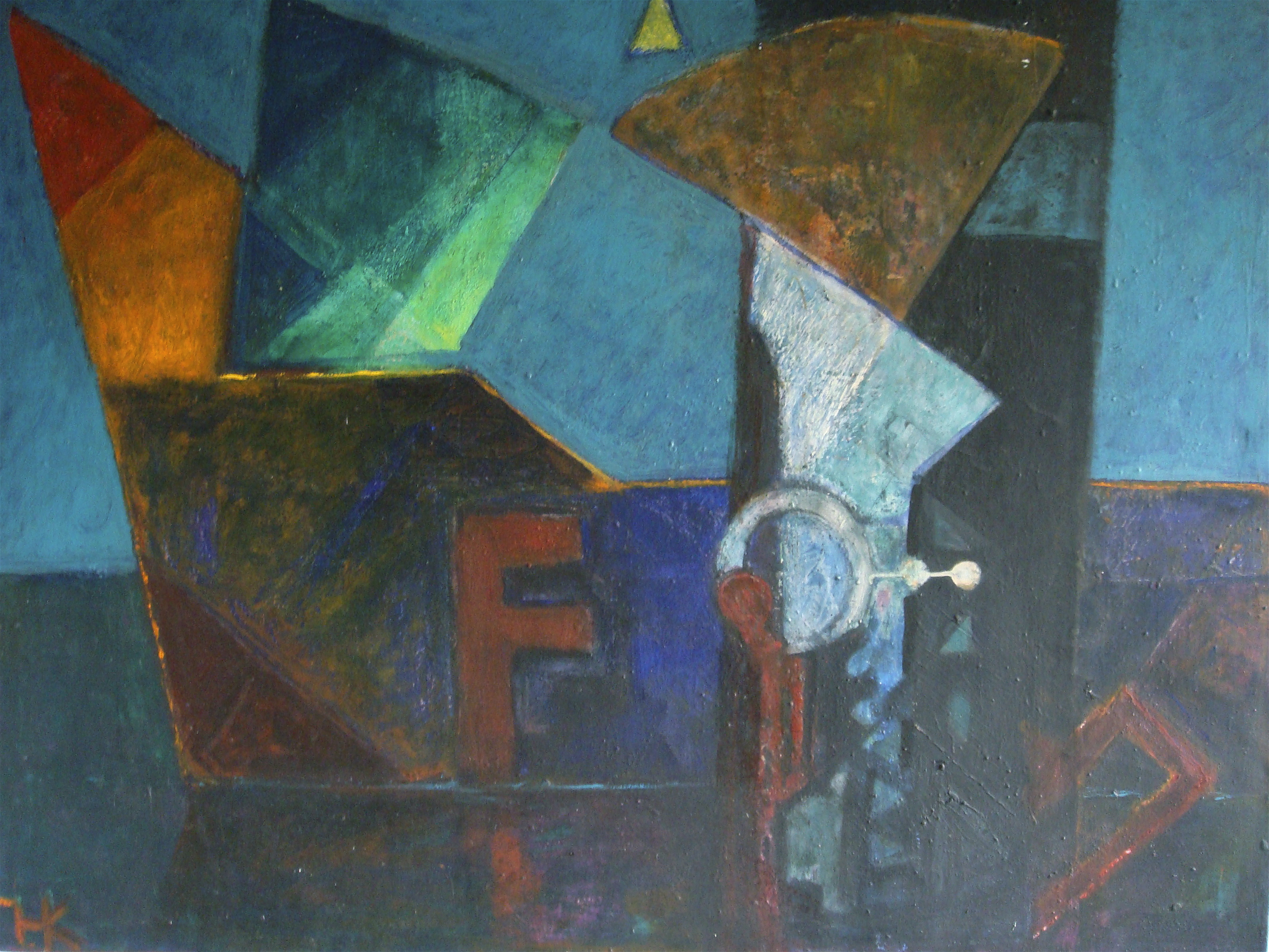
Ruhe, abstrakte Farbfiguration, Öl auf Leinwand, Ende der 1960er Jahre

Gemälde im Museum Kunstpalast in Düsseldorf
- Stillleben I, Sonnenblumen mit Kapuzinerkresse, Öl auf Leinwand, 1951 vom Museum erworben

Gemälde im Mittelrhein-Museum in Koblenz
- Überschwemmung in Boppard, Öl auf Leinwand, 1920/21
- Beilstein / Mosel, Öl auf Leinwand, 1920er Jahre
- Dorfstraße (eventuell in Cochem oder Beilstein), Öl auf Leinwand, 1920er Jahre (Leihgabe)
- Karl-Heinz Kruzwicki, Öl auf Leinwand, 1929/30 (Leihgabe)
- Madonna mit Kind, Öl auf Leinwand, 1950 (Leihgabe)

Gemälde in der Volksbank Krefeld
- Blumen im Krug, Öl auf Leinwand, 1920/30er Jahre
- Kreise, Öl auf Leinwand, 1967–69
- Ruhe, Öl auf Leinwand, 1967–69